# Alexej Kozlov (hudebník)
Alexej Semjonovič Kozlov (rusky Алексе́й Семёнович Козло́в, 13. října 1935 Moskva) je ruský jazzový saxofonista a hudební skladatel.
Od padesátých let se věnoval bebopu po vzoru Charlieho Parkera, v roce 1961 stál u zrodu prvního jazzového klubu v Sovětském svazu, působil také v big bandu Jurije Saulského. V roce 1965 vystupoval na Mezinárodním jazzovém festivalu Praha. Postupně se v jeho stylu hraní projevovala inspirace free jazzem a jazz rockem, v roce 1973 založil vlastní skupinu Arzenal, která vystupovala v Divadle na Tagance a nastudovala také muzikál Jesus Christ Superstar. Nahrál během své kariéry více než čtyřicet desek (vzhledem k negativnímu vztahu sovětských kulturních institucí k jazzové hudbě mu vydání prvního alba prošlo jen proto, že ho nahrál v Rize, kde byl ideologický dozor slabší, a že to bylo v době Letních olympijských her 1980, kdy se chtěl režim prezentovat před cizinou v dobrém světle). Složil jazzrockovou suitu na slova dagestánského básníka Rasula Gamzatova, zhudebnil také poezii členů skupiny OBERIU, je renomovaným skladatelem divadelní a filmové hudby. Obdržel titul lidový umělec Ruské federace.
Vystudoval Moskevský architektonický institut, je uznávaným odborníkem v oblasti počítačového designu a členem Ruské akademie přírodních věd. Je autorem autobiografie Козёл на саксе, řady muzikologických pojednání i rozhlasových a televizních pořadů o historii moderní hudby, vedl rockovou sekci Svazu sovětských hudebníků. Americký publicista Hedrick Smith se ve své knize The Russians (1975) zmiňuje o Kozlovovi jako o významném představiteli avantgardní a na režimu nezávislé sovětské kultury.